# Paraguachoa
Paraguachoa es el nombre con el que los indígenas guaiqueríes conocían a la isla de Margarita, la mayor del actual estado Nueva Esparta, antes de la conquista española de Venezuela.
Según Luis B. Mata García, en su libro Toponimia de pueblos neoespartanos, comenta: «Paraguachoa, término que para algunos investigadores quiere decir 'peces en abundancia' y para otros 'gente de mar».